# Massilia forsythiae
Massilia forsythiae es una bacteria gramnegativa del género Massilia. Fue descrita en el año 2022. Su etimología hace referencia a la planta Forsythia. Es aerobia y móvil. Tiene un tamaño de 0,9-1 μm de ancho por 2,5-2,8 μm de largo. Catalasa positiva y oxidasa negativa. Forma colonias redondas, convexas y amarillas en agar R2A tras 2 días de incubación. Temperatura de crecimiento entre 10-33 °C, óptima de 28-30 °C. Tiene un genoma de 6,3 Mpb y un contenido de G+C de 66,5%. Se ha aislado de la flor de la planta Forsythia koreana en Gongju-si, en Corea del Sur.